# Стилвотер (Њујорк)
Стилвотер (енгл. Stillwater) град је у америчкој савезној држави Њујорк.

## Демографија
По попису из 2010. године број становника је 1.738, што је 94 (5,7%) становника више него 2000. године.
| Група             | 2000.         | 2010.         |
| Белци             | 1.600 (97,3%) | 1.644 (94,6%) |
| Афроамериканци    | 5 (0,3%)      | 7 (0,4%)      |
| Азијати           | 12 (0,7%)     | 6 (0,3%)      |
| Хиспаноамериканци | 14 (0,9%)     | 49 (2,8%)     |
| Укупно            | 1.644         | 1.738         |